# Al Jaghbub
Al Jaghbub (în arabă الجغبوب, în italiană Giarabub) este un oraș în Libia.